# Saladillo
Saladillo – miasto w Argentynie, położone w środkowej części prowincji Buenos Aires.

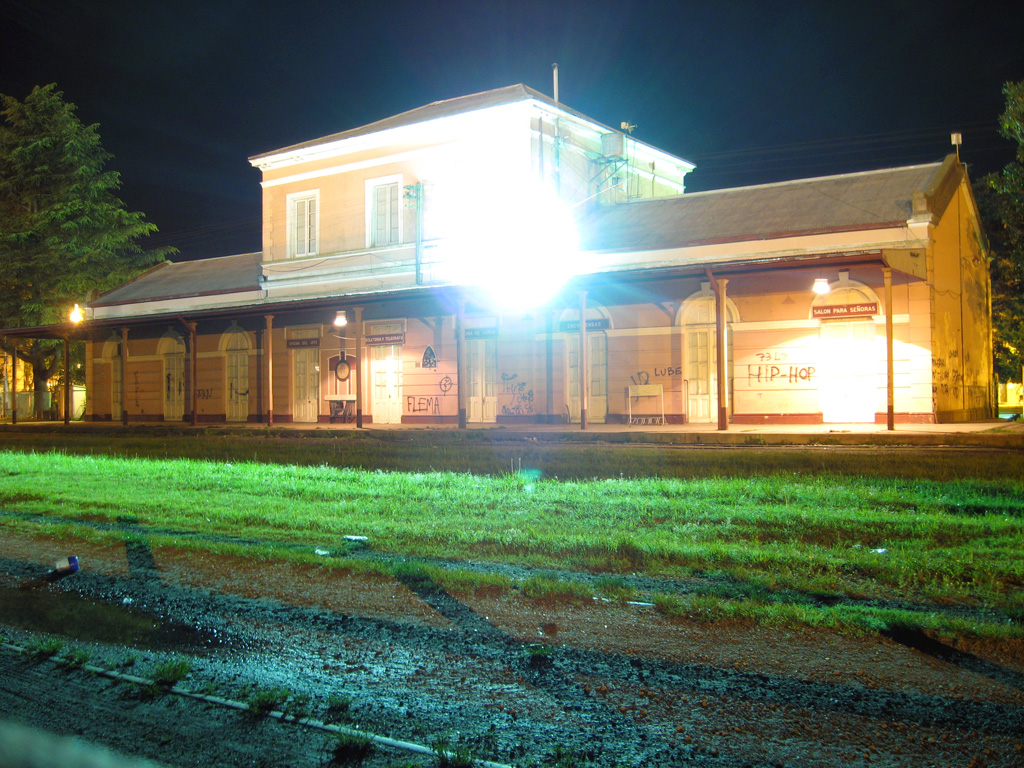
Stacja kolejowa Saladillo

## Opis
Miejscowość została założona 31 lipca 1863 roku. W odległości 184 km od miasta, znajduje się aglomeracja i stolica kraju Buenos Aires. W mieście znajduje się węzeł drogowy-RP51, RP91 i RN201 i linia kolejowa.

## Demografia
.

## Znani urodzeni w Saladillo
- Alejandro Posadas – argentyński lekarz i lekarz weterynarii,
- Julio Olarticoechea – argentyński piłkarz, pomocnik lub obrońca.